# Fryderyk Scherfke
Fryderyk Egon Scherfke - nascido Friedrich Egon Scherfke - foi um futebolista polonês. Ele competiu na Copa do Mundo FIFA de 1938, sediada na França, na qual a seleção de seu país terminou na 11º colocação dentre os 15 participantes.